# 向壽
向寿（？—？），战国时秦国大臣，秦昭襄王之母宣太后的外戚，同秦昭襄王一起长大，关系紧密。

## 生平
秦武王三年（前308年），秦武王派向寿与甘茂一起出使魏国，相约讨伐韩国。秦昭襄王即位，他驻守武遂，反对甘茂将武遂给韩国，秦昭襄王没有听从。向寿和甘茂结怨，向秦王进谗言，甘茂出奔齐国。向寿和楚国关系好，楚怀王得范环的建议，以向寿之才智不如甘茂而推荐他为秦相。前294年，向寿伐韩，克武始，前293年被免职。

## 姓名爭議
《韩非子》以公孙赫（公孙郝、公孙奭）为共立，《史记》以公孙赫为向寿。另说公孙赫、共立、向寿为一人，或公孙赫、共立为一人，向寿为另一人。杨宽《战国史料编年辑证》认为《史记·秦本纪》提到的庶长封即向壽。